# Claudia Kusebauch
Claudia Kusebauch (* 1978) ist eine deutsche Autorin und Herausgeberin. 

## Leben
Claudia Kusebauch studierte an der Martin-Luther-Universität Halle-Wittenberg Medienwissenschaft, Kommunikationswissenschaft und Literaturwissenschaft. Sie arbeitet zurzeit als Redakteurin für Pressetexte an der Hochschule Harz in Sachsen-Anhalt.

## Werke (Auswahl)
- Fernsehtheater Moritzburg II. Programmgeschichte. Leipziger Universitätsverlag, Leipzig 2005, ISBN 3-86583-015-3.
  - Das Fernsehtheater Moritzburg – Programmchronologie. Ebd., S. 15–208. (unter Mitarbeit von Michael Grisko)
- Mit Dana Messerschmidt, Andreas Mohrig, Steffi Schültzke: So ein Fernseh-Theater! Politische Akteure und Programmpraxis einer Institution des DDR-Fernsehens. Lang, Frankfurt u. a. 2007, ISBN 978-3-631-55638-2.